# 噩侯驭方鼎
噩侯驭方鼎，又作鄂侯馭方鼎，是一件西周晚期青铜鼎，目前藏于上海博物馆若韵轩内，该鼎通高35厘米，口径30.2厘米，内有铭文86字。该鼎曾参与上海博物馆“汉淮传奇——噩国青铜器精粹展”。

## 背景
“噩国”或“鄂国”是商周时期的姞姓（后可能为姬姓）方国或诸侯国，曾为为商纣王时期“三公”之一，纣王杀害九侯之后，噩侯向纣王进谏未果被处死。此后，噩侯因伐商有功，被周朝南迁至随枣走廊间，为周王守卫南疆，该走廊属连通中原与江汉平原的战略要地。西周晚期，噩国曾与周王室联姻。周厉王南征角、僪二淮夷后，返程途径坯地时接受鄂侯驭方朝见。

## 形制和铭文
噩侯驭方鼎由陈大年于1981年捐入上海博物馆。该鼎通高35厘米，口径30.2厘米。噩国青铜器主要以兽面“人目”纹样见长，部分噩国青铜器有“神面纹”。噩侯驭方鼎器型特点为窄沿方唇，双立耳略外撇，深腹圜底，三柱足，足根部饰浮雕兽面，口沿下饰垂冠“S”形顾首龙纹，亦有一道弦纹。

### 铭文
噩侯驭方鼎86字铭文为：
王南征，伐角、僪（遹）。
唯还自征，才（在）坯，噩（鄂）侯驭方内（纳）壶于王，乃祼之。
驭方（侑）王，王休（宴），乃射，驭方（会）王射。
驭方休阑，王宴，咸酓（酒）。
王寴（亲）易驭方玉五瑴，马四匹，矢五束，驭方拜手首，敢对扬天子不（丕）显休（赉）。
用乍（作）尊鼎，其迈年，子孙永宝用。
86字铭文用噩侯驭方宴请周王并一起射箭的场景描述，显示出噩国与周朝之间的密切关系，同时这段铭文見証了噩國與西周在此期间“歲月靜好”。因为在此鼎铸成后不久，即周厉王晚期时，噩侯驭方率东夷、南淮夷反叛，被周厉王攻灭。噩侯驭方被俘，周厉王亦将噩国居民“勿遺壽幼”全部屠灭。

## 展览
2021年10月19日，上海博物馆联合中国国家博物馆、随州市博物馆、郑州博物馆、南阳市文物考古研究所等机构以及部分私人收藏家举办“汉淮传奇——噩国青铜器精粹展”，噩侯驭方鼎作为展品于展览第二部分“噩国与周王室的关系”中展出。